# 1984-es Australian Open
Az 1984-es Australian Open az év negyedik Grand Slam-tornája volt, november 26. és december 9. között rendezték meg Melbourne-ben. A férfiaknál a svéd Mats Wilander, nőknél az amerikai Chris Evert nyert.

## Döntők

### Férfi egyes
Mats Wilander -  Kevin Curren, 6-7, 6-4, 7-6, 6-2

### Női egyes
Chris Evert -  Helena Suková, 6-7, 6-1, 6-3

### Férfi páros
Mark Edmondson /  Sherwood Stewart -  Joakim Nyström /  Mats Wilander, 6-2, 6-2, 7-5

### Női páros
Martina Navratilova /  Pam Shriver -  Claudia Kohde-Kilsch /  Helena Suková, 6-3, 6-4

### Vegyes páros
1970–1986 között nem rendezték meg.

## Juniorok

### Fiú egyéni
Mark Kratzmann –  Patrick Flynn 6–4, 6–1

### Lány egyéni
Annabel Croft –  Helena Dahlstrom 6–0, 6–1

### Fiú páros
Mike Baroch /  Mark Kratzmann –  Brett Custer /  David Macpherson 6–2, 5–7, 7–5

### Lány páros
Louise Field /  Larisza Szavcsenko –  Jackie Masters /  Michelle Parun 7–6, 6–2